# Jeremías (periódico)
Jeremías fue un periódico satírico editado en la ciudad española de Madrid entre 1866 y 1870, en dos épocas independientes.

## Historia
El periódico, de carácter político-satírico, ideología republicana y editado en Madrid, aparecería el 1 de abril de 1866, con una periodicidad de dos veces por semana. En su primera época sus ejemplares contaban con 16 páginas y eran impresos en la imprenta de F. Beltrán. Esta etapa, en la que se alcanzó al menos el número XXIII, suspendería su publicación antes de mediar 1866.
El 2 de enero de 1869 se inició una segunda época, impreso en la imprenta de La Victoria primero y más tarde en la de M. Tello, con números de cuatro páginas y circulación diaria, aunque más adelante se reduciría a tres veces por semana. El periódico debió publicarse según Eugenio Hartzenbusch e Hiriart hasta junio de 1870. Durante ambas épocas fue dirigido por Juan Martínez Villergas. Narciso Alonso Cortés le consideraba «mucho más soso» que El Tío Camorra, un periódico satírico previo también a cargo de Martínez Villergas.